# Lijst van voetbalinterlands Armenië - Frankrijk
Deze lijst van voetbalinterlands is een overzicht van alle officiële voetbalwedstrijden tussen de nationale teams van Armenië en Frankrijk. De landen speelden tot op heden vijf keer tegen elkaar, te beginnen met een vriendschappelijke wedstrijd op 5 juni 1996 in Villeneuve d'Ascq. Het laatste duel, eveneens een vriendschappelijke wedstrijd, vond plaats op 8 oktober 2015 in Nice.

## Wedstrijden
| № | Plaats            | Datum            | Competitie           | Wedstrijd           | Uitslag |
| - | ----------------- | ---------------- | -------------------- | ------------------- | ------- |
| 1 | Villeneuve d'Ascq | 5 juni 1996      | Vriendschappelijk    | Frankrijk – Armenië | 2 – 0   |
| 2 | Parijs            | 31 maart 1999    | EK 2000 kwalificatie | Frankrijk – Armenië | 2 – 0   |
| 3 | Jerevan           | 8 september 1999 | EK 2000 kwalificatie | Armenië – Frankrijk | 2 – 3   |
| 4 | Jerevan           | 14 oktober 2014  | Vriendschappelijk    | Armenië – Frankrijk | 0 – 3   |
| 5 | Nice              | 8 oktober 2015   | Vriendschappelijk    | Frankrijk – Armenië | 4 – 0   |

## Samenvatting
| Competitie        | Totaal gespeeld | Winst Armenië | Gelijk | Winst Frankrijk | Doelsaldo Armenië – Frankrijk |
| ----------------- | --------------- | ------------- | ------ | --------------- | ----------------------------- |
| EK-kwalificatie   | 2               | 0             | 0      | 2               | 2 − 5                         |
| Vriendschappelijk | 3               | 0             | 0      | 3               | 0 − 9                         |
| Totaal            | 5               | 0             | 0      | 5               | 2 − 14                        |

Wedstrijden bepaald door strafschoppen worden, in lijn met de FIFA, als een gelijkspel gerekend.

## Details

### Eerste ontmoeting
| Vriendschappelijk (Villeneuve d'Ascq, Frankrijk, 5 juni 1996): |              | |
| Frankrijk | 2 – 0        | Armenië |
| Jocelyn Angloma 16' Mickaël Madar 71' | goals        | |
| Aimé Jacquet | bondscoach   | Samvel Darbinyan |
| Bernard Lama Jocelyn Angloma 46' Laurent Blanc Bixente Lizarazu Sabri Lamouchi Vincent Guérin 46' Didier Deschamps Marcel Desailly Youri Djorkaeff 46' Zinédine Zidane Mickaël Madar | opstellingen | Harutyun Abrahamyan Yervand Sukiasyan Vardan Khachatryan Sargis Hovsepyan Sargis Hovhannisyan 74' Hakop Ter-Petrosyan 63' Razmik Grigoryan Hamlet Mkhitaryan 57' Aramayis Tonoyan Varazdat Avetisyan Arthur Petrosyan |
| Lilian Thuram 46' Christian Karembeu 46' Patrice Loko 46' | wissels      | 57' Harutyun Vardanyan 63' Arsen Avetisyan 74' Yervand Krbashyan |

### Tweede ontmoeting
| EK 2000 kwalificatie (Parijs, Frankrijk, 31 maart 1999): |              | |
| Frankrijk | 2 – 0        | Armenië |
| Sylvain Wiltord 3' Christophe Dugarry 45' | goals        | |
| Roger Lemerre | bondscoach   | Souren Barseghyan |
| Fabien Barthez Lilian Thuram 79' Marcel Desailly Laurent Blanc Didier Deschamps Patrick Vieira Youri Djorkaeff 69' Alain Boghossian Nicolas Anelka Sylvain Wiltord Christophe Dugarry 46' | opstellingen | Roman Berezovsky 40' Yervand Sukiasyan Arthur Mkrtchyan Harutyun Vardanyan Sargis Hovsepyan Sargis Hovhannisyan Arthur Petrosyan 77' Arthur Voskanyan Albert Sarkisyan 53' Armen Shahgeldyan Karapet Mikaelyan |
| David Trezeguet 46' Robert Pirès 69' Christian Karembeu 79' | wissels      | 40' Vardan Khachatryan 53' Tigran Yesayan 77' Aram Hayrapetyan |
| Patrick Vieira 76' | gele kaarten | 75' Arthur Voskanyan |

### Derde ontmoeting
| EK 2000 kwalificatie (Jerevan, Armenië, 8 september 1999): |              | |
| Armenië | 2 – 3        | Frankrijk |
| Karapet Mikaelyan 6' Armen Shahgeldyan 90' (pen.) | goals        | 45' (pen.) Youri Djorkaeff 56' Zinédine Zidane 75' Lilian Laslandes |
| Souren Barseghyan | bondscoach   | Roger Lemerre |
| Roman Berezovsky Arthur Mkrtchyan Vardan Khachatryan Sargis Hovsepyan Romik Khachatryan 74' Tigran Yesayan Tigran Petrosyants Hayk Harutyunyan 63' Albert Sarkisyan Armen Shahgeldyan Karapet Mikaelyan 67' | opstellingen | Fabien Barthez Lilian Thuram Laurent Blanc Marcel Desailly Bixente Lizarazu Christian Karembeu 72' Zinédine Zidane Didier Deschamps Youri Djorkaeff Lilian Laslandes 63' Sylvain Wiltord |
| Razmik Grigoryan 63' Marcelo Devani 67' Artur Kocharyan 74' | wissels      | 63' Laurent Robert 72' Frédéric Déhu |
| Romik Khachatryan 41' Vardan Khachatryan 43' Roman Berezovsky 66' | gele kaarten | 45' Marcel Desailly 55' Laurent Blanc 90' Fabien Barthez |
| | rode kaarten | 89' Frédéric Déhu |

### Vierde ontmoeting
| Vriendschappelijk (scheidsrechter István Kovács, Jerevan, 14 oktober 2014): |              | |
| Armenië | 0 – 3        | Frankrijk |
| | goals        | 7' Loïc Rémy 55' (pen.) André-Pierre Gignac 83' Antoine Griezmann |
| Bernard Challandes | bondscoach   | Didier Deschamps |
| Roman Berezovsky 61' Robert Arzumanyan Varazdat Haroyan Artem Simonyan 69' Arthur Yedigaryan 58' Marcos Pizzelli 82' Levon Hayrapetyan Kamo Hovhannisyan Taron Voskanyan Artur Sarkisov 65' Karlen Mkrtchyan 90+1' | opstellingen | Steve Mandanda Christophe Jallet Jérémy Mathieu Lucas Digne Raphaël Varane 46' Blaise Matuidi 60' Moussa Sissoko Morgan Schneiderlin 60' Dimitri Payet 73' Loïc Rémy 87' André-Pierre Gignac |
| Arthur Yedigaryan 58' Roman Berezovsky 61' Artur Sarkisov 65' Artem Simonyan 69' Marcos Pizzelli 82' Karlen Mkrtchyan 90+1'                                                                                        | wissels      | 46' Paul Pogba 60' Antoine Griezmann 60' Rémy Cabella 73' Mathieu Valbuena 87' Karim Benzema                                                                                                 |
| Taron Voskanyan 26' Artak Dashyan 64' | gele kaarten | 4' Moussa Sissoko 79' Christophe Jallet |
| - Debuut van Artem Simonyan (FC Zenit Sint-Petersburg) voor Armenië. |              | |

### Vijfde ontmoeting
| Vriendschappelijk (scheidsrechter Slavko Vinčić, Nice, 8 oktober 2015): |              | |
| Frankrijk | 4 – 0        | Armenië |
| Antoine Griezmann 35' Yohan Cabaye 55' Karim Benzema 77' Karim Benzema 79' | goals        | |
| Didier Deschamps | bondscoach   | Sargis Hovsepyan |
| Hugo Lloris Raphaël Varane Mamadou Sakho Bacary Sagna Patrice Evra Mathieu Valbuena 62' Blaise Matuidi 63' Yohan Cabaye 77' Lassana Diarra Antoine Griezmann 87' Karim Benzema 81' | opstellingen | Gevorg Kasparov 70' Hovhannes Hambardzumyan Gaël Andonian 61' Kamo Hovhannisyan Levon Hayrapetyan Taron Voskanyan 80' Karlen Mkrtchyan 60' Henrich Mchitarjan 66' Gevorg Ghazaryan Artur Yuspashyan 54' Artur Sarkisov |
| Moussa Sissoko 77' Morgan Schneiderlin 63' Alexandre Lacazette 87' Olivier Giroud 81' Anthony Martial 62'                                                                          | wissels      | 54' Aras Özbiliz 60' Marcos Pizzelli 61' Vardan Poghosyan 66' Norair Aslanyan-Mamedov 70' Davaid Manoyan 80' Artak Grigoryan                                                                                           |
| Mamadou Sakho 42' Morgan Schneiderlin 67' | gele kaarten | 20' Hovhannes Hambardzumyan |
| - Debuut van Vardan Poghosyan (Pyunik FC) voor Armenië. |              | |

FFA · A-internationals · Bondscoaches · Statistieken · Armeens vrouwenelftal · Armenië U21 · Armenië U20 · Armenië U19 · Armenië U18 · Armenië U17 · Armenië U16
1992 – 1999 ·
2000 – 2009 ·
2010 – 2019 ·
2020 – 2029
1992 ·
1993 · 
1994 ·
1995 ·
1996 ·
1997 ·
1998 ·
1999 ·
2000 ·
2001 ·
2002 ·
2003 ·
2004 ·
2005 ·
2006 ·
2007 ·
2008 ·
2009 ·
2010 ·
2011 ·
2012 ·
2013 ·
2014 ·
2015 ·
2016 ·
2017 ·
2018 ·
2019 ·
2020 ·
2021 ·
2022 ·
2023 ·
2024
Albanië ·
Algerije ·
Andorra ·
België ·
Bosnië en Herzegovina ·
Bulgarije ·
Canada ·
Chili ·
Cyprus ·
Denemarken ·
Duitsland ·
Ecuador ·
El Salvador ·
Estland ·
Faeröer ·
Finland ·
Frankrijk ·
Georgië ·
Gibraltar ·
Griekenland ·
Guatemala ·
Hongarije ·
Ierland ·
IJsland ·
Iran ·
Israël ·
Italië ·
Jordanië ·
Kazachstan ·
Koeweit ·
Kosovo ·
Kroatië ·
Letland ·
Libanon ·
Liechtenstein ·
Litouwen ·
Luxemburg ·
Malta ·
Marokko ·
Moldavië ·
Montenegro ·
Nederland ·
Noord-Ierland ·
Noord-Macedonië ·
Noorwegen ·
Oekraïne ·
Oezbekistan ·
Panama ·
Paraguay ·
Peru ·
Polen ·
Portugal ·
Roemenië ·
Rusland ·
Saint Kitts en Nevis ·
Schotland ·
Servië ·
Slovenië ·
Slowakije ·
Spanje ·
Tsjechië ·
Turkije ·
Turkmenistan ·
Verenigde Arabische Emiraten ·
Verenigde Staten ·
Wales ·
Wit-Rusland ·
Zweden
FFF · A-internationals · Selecties · Bondscoaches · Frans vrouwenelftal · Olympisch elftal · Frankrijk U21 · Frankrijk U20 · Frankrijk U19 · Frankrijk U18 · Frankrijk U17 · Frankrijk U16 · Vrouwen U17
1904 – 1919 ·
1920 – 1929 ·
1930 – 1939 ·
1940 – 1949 ·
1950 – 1959 ·
1960 – 1969 ·
1970 – 1979 ·
1980 – 1989 ·
1990 – 1999 ·
2000 – 2009 ·
2010 – 2019 ·
2020 – 2029
EK's: 1984 · 
1992 · 
1996 · 
2000 · 
2004 · 
2008 · 
2012 · 
2016 · 
2020 · 
2024
WK's: 1930 · 
1934 · 
1938 · 
1954 · 
1958 · 
1966 · 
1978 · 
1982 · 
1986 · 
1998 · 
2002 · 
2006 · 
2010 · 
2014 · 
2018 · 
2022
OS: 1900 · 
1908 · 
1920 · 
1924 · 
1948 · 
1952 · 
1960 · 
1968 · 
1976 · 
1984 · 
1996 · 
2020
1904 · 
1905 · 
1906 · 
1907 · 
1908 · 
1909 · 
1910 · 
1911 · 
1912 · 
1913 · 
1914 · 
1915 · 1916 · 1917 · 1918 · 
1919 · 
1920 · 
1921 · 
1922 · 
1923 · 
1924 · 
1925 · 
1926 · 
1927 · 
1928 · 
1929 · 
1930 · 
1931 · 
1932 · 
1933 · 
1934 · 
1935 · 
1936 · 
1937 · 
1938 · 
1939 · 
1940 · 1941  · 
1942 · 
1943 · 1944  · 
1945 · 
1946 · 
1947 · 
1948 · 
1949 · 
1950 · 
1951 · 
1952 · 
1953 · 
1954 · 
1955 · 
1956 · 
1957 · 
1958 · 
1959 ·
1960 · 
1961 · 
1962 · 
1963 · 
1964 · 
1965 · 
1966 · 
1967 · 
1968 · 
1969 ·
1970 · 
1971 · 
1972 · 
1973 · 
1974 · 
1975 · 
1976 · 
1977 · 
1978 · 
1979 ·
1980 · 
1981 · 
1982 · 
1983 · 
1984 · 
1985 · 
1986 · 
1987 · 
1988 · 
1989 · 
1990 · 
1991 · 
1992 · 
1993 · 
1994 · 
1995 · 
1996 · 
1997 · 
1998 · 
1999 · 
2000 · 
2001 · 
2002 · 
2003 · 
2004 · 
2005 · 
2006 · 
2007 · 
2008 · 
2009 · 
2010 · 
2011 · 
2012 · 
2013 · 
2014 · 
2015 · 
2016 · 
2017 · 
2018 ·
2019 ·
2020 ·
2021 ·
2022 ·
2023
Albanië ·
Algerije ·
Andorra ·
Argentinië ·
Armenië ·
Australië ·
Azerbeidzjan ·
België ·
Bolivia ·
Bosnië en Herzegovina ·
Brazilië ·
Bulgarije ·
Canada ·
Chili ·
China ·
Colombia ·
Costa Rica ·
Cyprus ·
Denemarken ·
Duitse Democratische Republiek ·
Duitsland ·
Ecuador ·
Egypte ·
Engeland ·
Estland ·
Faeröer ·
Finland ·
Georgië ·
Gibraltar ·
Griekenland ·
Honduras ·
Hongarije ·
Ierland ·
IJsland ·
Iran ·
Israël ·
Italië ·
Ivoorkust ·
Jamaica ·
Japan ·
Joegoslavië ·
Kameroen ·
Kazachstan ·
Koeweit ·
Kroatië ·
Letland ·
Litouwen ·
Luxemburg ·
Malta ·
Marokko ·
Mexico ·
Moldavië ·
Nederland ·
Nieuw-Zeeland ·
Nigeria ·
Noord-Ierland ·
Noorwegen ·
Oekraïne ·
Oostenrijk ·
Paraguay ·
Peru · 
Polen ·
Portugal ·
Roemenië ·
Rusland ·
Saoedi-Arabië ·
Schotland ·
Senegal ·
Servië ·
Slovenië ·
Slowakije ·
Sovjet-Unie ·
Spanje ·
Togo ·
Tsjechië ·
Tsjecho-Slowakije ·
Tunesië ·
Turkije ·
Uruguay ·
Verenigde Staten ·
Wales ·
Wit-Rusland ·
Zuid-Afrika ·
Zuid-Korea ·
Zweden ·
Zwitserland
Albanië (2016) ·
Argentinië (2018) ·
Argentinië (2022) ·
Australië (2018) · 
België (1904) · 
België (2018) · 
Brazilië (1998) · 
Brazilië (2006) · 
Denemarken (2002) · 
Denemarken (2018) ·
Duitsland (2014) · 
Duitsland (2021) · 
Ecuador (2014) · 
Engeland (1982) · 
Engeland (2012) · 
Engeland (2022) ·
Honduras (2014) · 
Hongarije (2021) · 
Italië (2000) · 
Italië (2006) · 
Italië (2008) · 
Japan (2001) · 
Kameroen (2003) · 
Koeweit (1982) · 
Kroatië (2018) · 
Marokko (2022) ·
Mexico (2010) · 
Nederland (2008) · 
Nigeria (2014) ·
Noord-Ierland (1982) · 
Oekraïne (2012) · 
Oostenrijk (1982) · 
Peru (2018) · 
Polen (1982) · 
Polen (2022) ·
Portugal (2006) · 
Portugal (2016) ·
Portugal (2021) ·
Roemenië (2008) ·
Roemenië (2016) ·
Senegal (2002) · 
Spanje (1984) ·
Spanje (2006) ·
Spanje (2012) ·
Spanje (2021) ·
Togo (2006) ·
Tsjecho-Slowakije (1982) ·
Uruguay (2002) ·
Uruguay (2010) ·
Uruguay (2018) ·
Zuid-Afrika (2010) ·
Zuid-Korea (2006) ·
Zweden (2012) ·
Zwitserland (2006) ·
Zwitserland (2014) ·
Zwitserland (2016) ·
Zwitserland (2021)